# Konkurs Piosenki Eurowizji Junior 2017
15. Konkurs Piosenki Eurowizji Junior odbył się 26 listopada 2017 roku w Pałacu Olimpijskim w Gruzji, dzięki wygranej Mariam Mamadaszwili, reprezentantki kraju w konkursie w 2016 roku. Był to pierwszy konkurs Europejskiej Unii Nadawców (EBU), który odbył się w tym kraju. Gospodarzem wydarzenia był gruziński nadawca telewizyjny, Georgian Public Broadcaster (GPB).
Zwyciężczynią została Polina Bogusiewicz, reprezentantka Rosji z piosenką „Wings (Krylja)”.

## Lokalizacja
Podczas konferencji prasowej zwycięzcy Konkursu Piosenki Eurowizji Junior 2016, Jon Ola Sand ogłosił, że EBU zaprosi nadawców do składania zgłoszeń na organizację konkursu 2017, który miałby odbyć się 26 listopada 2017 roku.
W listopadzie 2016 gruziński nadawca publiczny Georgian Public Broadcaster (GPB) ogłosił, że rozpoczął rozmowy z EBU w związku z organizacją konkursu w 2017 roku.
Europejska Unia Nadawców potwierdziła w lutym 2017, że gospodarzem konkursu będzie Gruzja. Było to pierwsze wydarzenie EBU zorganizowane w kraju. 26 lutego ogłoszono, że konkurs odbędzie się w Tbilisi.

### Miejsce organizacji
16 marca 2017 roku ogłoszono, że konkurs odbędzie się w Pałacu Sportu im. Giwiego Kartozii w Tbilisi, hali sportowo-widowiskowej o pojemności 11 000 osób podczas koncertów. 9 sierpnia ogłoszono, iż konkurs odbędzie się jednak w Pałacu Olimpijskim o pojemności 4000 osób, gdyż uznano go za „bardziej odpowiedni” do goszczenia konkursu.

## Organizacja

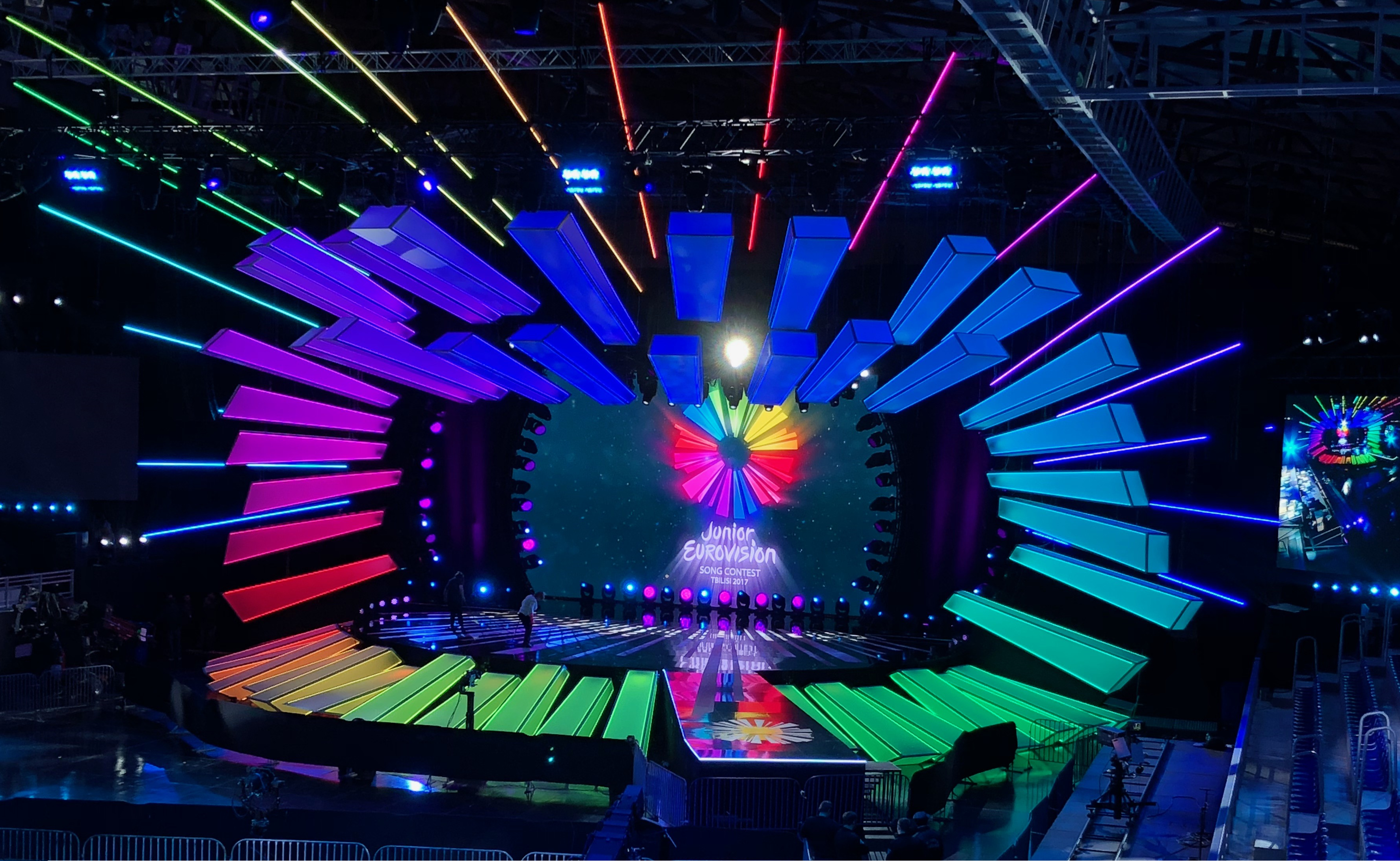
Scena konkursowa

Pod koniec października ruszyła sprzedaż biletów na koncert finałowy oraz próbę jurorską. Łącznie do sprzedaży internetowej (poprzez sklep tkt.ge) przeznaczono ok. 1,2 tys. wejściówek. Cena biletu na próbę generalną wynosiła 3 lari, a na finał – 5 lari.
11 listopada za pośrednictwem internetowych platform muzycznych udostępniono wszystkie szesnaście piosenek konkursowych.

Telewizja gruzińska przeznaczyła na organizację konkursu łącznie ok. 7 mln lari.

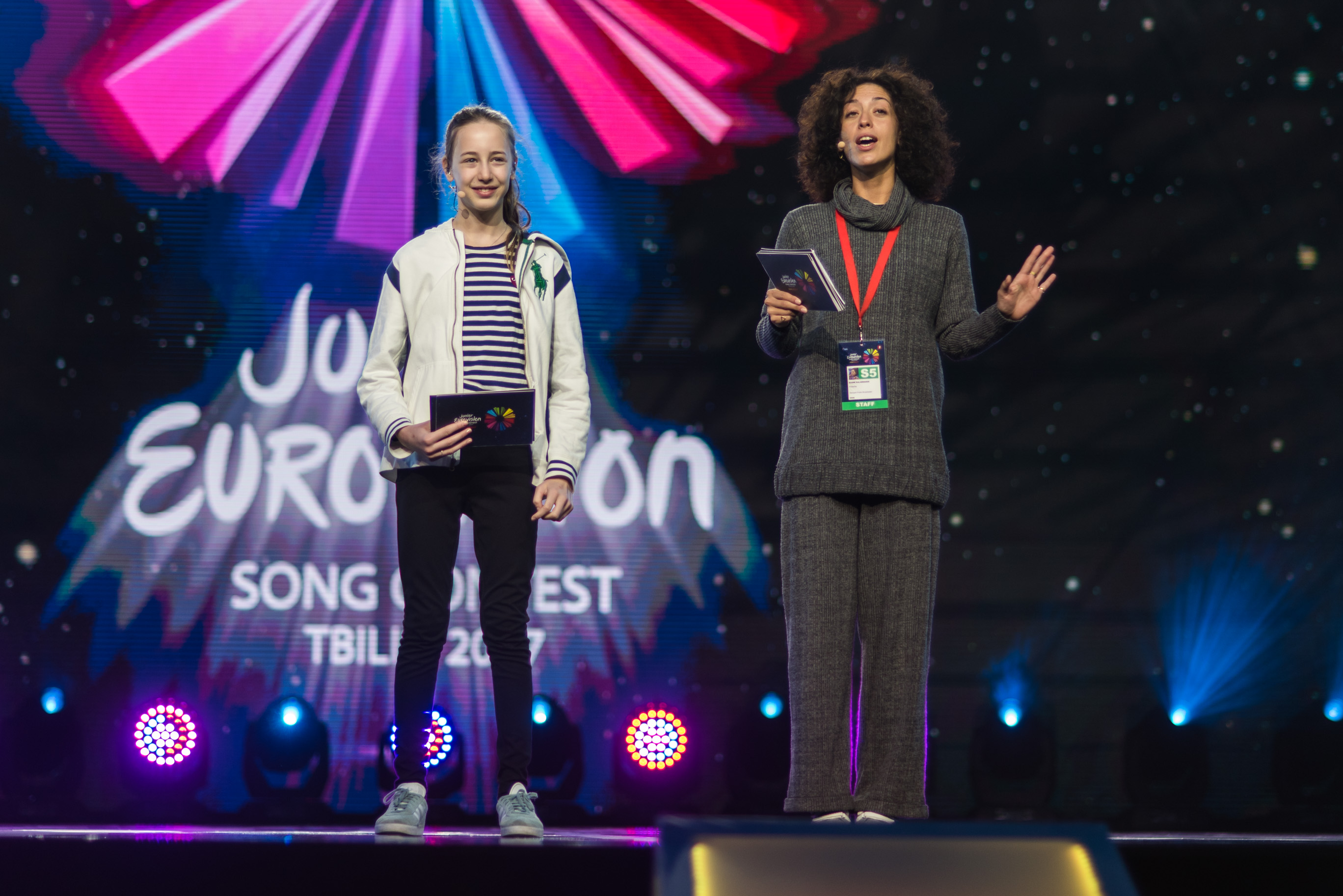
Prowadzące konkurs – Helen Kalandadze i Lizi „Lizi Pop” Japaridze

18 listopada rozpoczęto próby sceniczne z udziałem statystów. Trzy dni później rozpoczęły się próby kamerowe z udziałem uczestników konkursu. 20 listopada o godz. 15:30 czasu środkowoeuropejskiego przed budynkiem Biblioteki Narodowej odbyła się ceremonia otwarcia 15. Konkursu Piosenki Eurowizji Junior, w której wzięli udział wszyscy finaliści. W trakcie ceremonii odbyło się losowanie połówek stawki finałowej, na której podstawie producenci ustalili kolejność startową.

### Nowy system głosowania
W sierpniu ujawniono nowy sposób głosowania podczas konkursu, umożliwiające oddawanie głosów poprzez głosowanie internetowe na oficjalnej stronie internetowej konkursu (JuniorEurovision.tv). Po raz pierwszy w historii konkursu umożliwiono oddanie głosu na reprezentanta własnego kraju. Głosowanie ruszyło 24 listopada, zakończyło się 26 listopada o godzinie 15:59 czasu środkowoeuropejskiego. Platforma została ponownie otwarta na 15 minut tuż po zakończeniu ostatniego występu konkursowego podczas koncertu finałowego. Oddane głosy stanowiły 50% ostatecznego wyniku, zaś drugą połowę – głosy od jurorów (3 dorosłych, 2 dzieci na każdy kraj).

### Projekt sceny, logo i trofeum

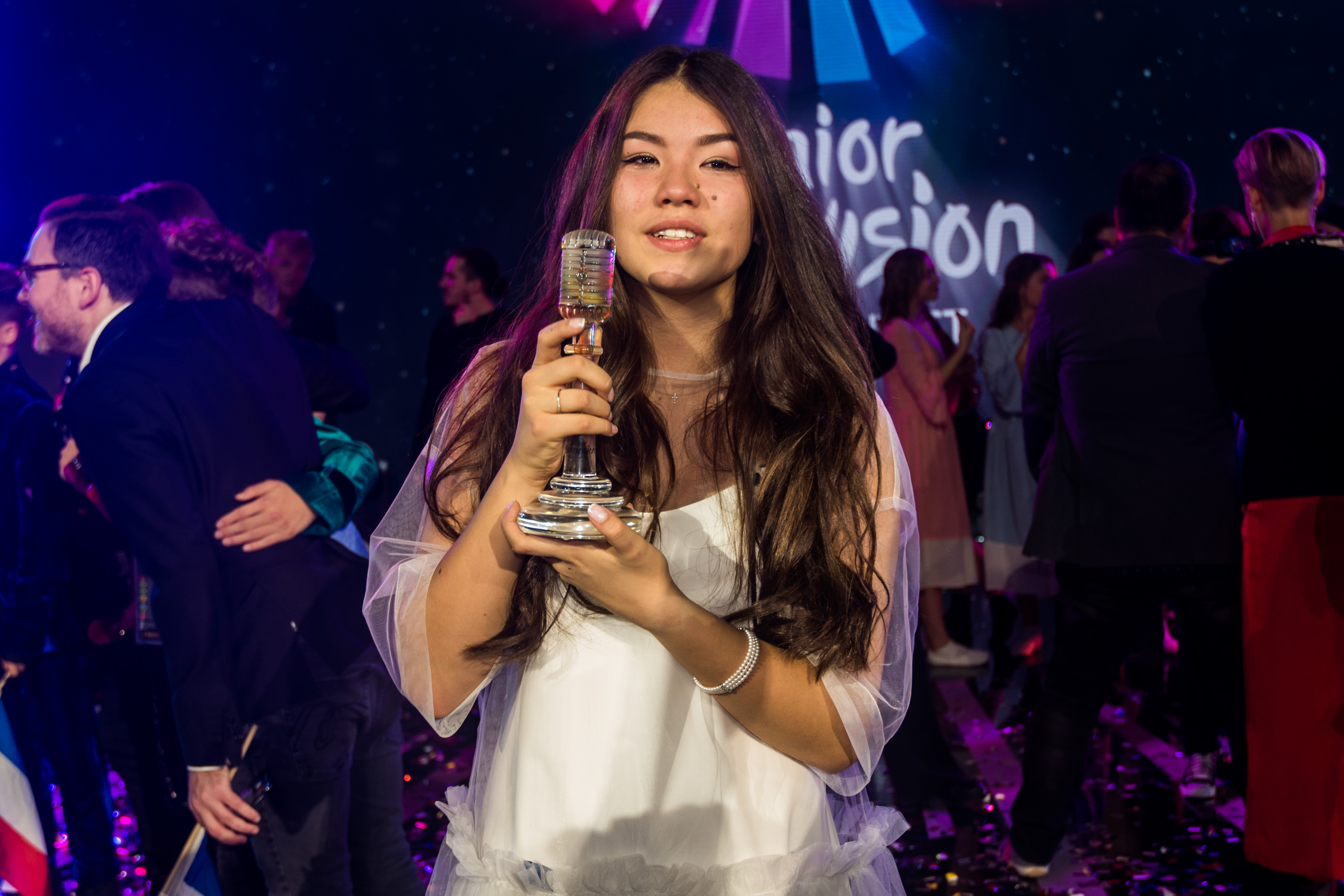
Zwyciężczyni konkursu, Polina Bogusiewicz z trofeum.

12 maja zaprezentowano oficjalne logo oraz slogan konkursu – Shine Bright (pol. „Świeć jasno”).
Na początku października ujawniono zdjęcia sceny konkursowej. Budynek na potrzeby konkursu przygotowała ekipa techniczna licząca ponad dwieście osób.
Za projekt szklanej statuetki dla zwycięzcy konkursu, mającej kształt mikrofonu, odpowiada Kjell Engman z firmy Kosta Boda.

## Kraje uczestniczące
W konkursie wzięli udział nadawcy publiczni z szesnastu krajów, w tym m.in. z Portugalii, powracającej do stawki konkursowej po dziesięciu latach przerwy. Z udziału w konkursie zrezygnowali nadawcy publiczni z Bułgarii i Izraela.

### Finał
EBU udostępniła kolejność startową w finale 20 listopada. Wcześniej podczas ceremonii otwarcia konkursu wylosowano pierwszy i ostatni numer startowy, a także numer startowy kraju-gospodarza (Gruzji).
| Lp. | Kraj       | Wykonawca                    | Utwór                                       | Język                   | Miejsce | Punkty |
| --- | ---------- | ---------------------------- | ------------------------------------------- | ----------------------- | ------- | ------ |
| 1   | Cypr       | Nikol Nikolau                | „I Wanna Be a Star”                         | grecki, angielski       | 16      | 45     |
| 2   | Polska     | Alicja Rega                  | „Mój dom”                                   | polski                  | 8       | 138    |
| 3   | Holandia   | Fource                       | „Love Me”                                   | niderlandzki, angielski | 4       | 156    |
| 4   | Armenia    | Misha                        | „Boomerang”                                 | ormiański, angielski    | 6       | 148    |
| 5   | Białoruś   | Chielena Mieraai             | „I Am the One”                              | rosyjski                | 5       | 149    |
| 6   | Portugalia | Mariana Venâncio             | „Youtuber”                                  | portugalski             | 14      | 54     |
| 7   | Irlandia   | Muireann McDonnell           | „Súile Glasa”                               | irlandzki               | 15      | 54     |
| 8   | Macedonia  | Mina Błażew                  | „Dancing Through Life”                      | macedoński, angielski   | 12      | 69     |
| 9   | Gruzja     | Grigol Kipszidze             | „Voice of the Heart”                        | gruziński               | 2       | 185    |
| 10  | Albania    | Ana Kodra                    | „Don’t Touch My Tree (Mos ma prekni pemën)” | albański, angielski     | 13      | 67     |
| 11  | Ukraina    | Anastasija Bahińśka          | „Don’t Stop”                                | ukraiński, angielski    | 7       | 147    |
| 12  | Malta      | Gianluca Cilia               | „Dawra Tond”                                | angielski, maltański    | 9       | 107    |
| 13  | Rosja      | Polina Bogusiewicz           | „Wings”                                     | rosyjski, angielski     | 1       | 188    |
| 14  | Serbia     | Irina Brodić i Jana Paunović | „Ceo svet je naš”                           | serbski                 | 10      | 92     |
| 15  | Australia  | Isabella Clarke              | „Speak Up!”                                 | angielski               | 3       | 172    |
| 16  | Włochy     | Maria Iside Fiore            | „Scelgo (My Choice)”                        | włoski, angielski       | 11      | 86     |

## Wyniki
| Wyniki jurorów i internautów | Wyniki jurorów i internautów | Wyniki jurorów i internautów | Wyniki jurorów i internautów | Wyniki jurorów i internautów |
| Miejsce                      | Jurorzy                      | Punkty                       | Internauci                   | Punkty                       |
| ---------------------------- | ---------------------------- | ---------------------------- | ---------------------------- | ---------------------------- |
| 1                            | Gruzja                       | 143                          | Holandia                     | 112                          |
| 2                            | Rosja                        | 122                          | Malta                        | 81                           |
| 3                            | Australia                    | 93                           | Australia                    | 79                           |
| 4                            | Armenia                      | 92                           | Białoruś                     | 69                           |
| 5                            | Białoruś                     | 80                           | Ukraina                      | 67                           |
| 6                            | Ukraina                      | 80                           | Rosja                        | 66                           |
| 7                            | Polska                       | 77                           | Polska                       | 61                           |
| 8                            | Serbia                       | 48                           | Armenia                      | 56                           |
| 9                            | Holandia                     | 44                           | Włochy                       | 49                           |
| 10                           | Włochy                       | 37                           | Portugalia                   | 45                           |
| 11                           | Albania                      | 32                           | Serbia                       | 44                           |
| 12                           | Macedonia                    | 28                           | Gruzja                       | 42                           |
| 13                           | Malta                        | 26                           | Irlandia                     | 42                           |
| 14                           | Irlandia                     | 12                           | Macedonia                    | 41                           |
| 15                           | Portugalia                   | 9                            | Cypr                         | 40                           |
| 16                           | Cypr                         | 5                            | Albania                      | 35                           |

| Uczestnicy         | Suma punktów | Punkty od telewidzów | Punkty od jury | Punkty od jury | Punkty od jury | Punkty od jury | Punkty od jury | Punkty od jury | Punkty od jury | Punkty od jury     | Punkty od jury | Punkty od jury | Punkty od jury | Punkty od jury | Punkty od jury | Punkty od jury | Punkty od jury | Punkty od jury | Punkty od jury | Punkty od jury | Punkty od jury | Punkty od jury |
| Uczestnicy         | Suma punktów | Punkty od telewidzów | Cypr           | Polska         | Holandia       | Armenia        | Białoruś       | Portugalia     | Irlandia       | Macedonia Północna | Gruzja         | Albania        | Ukraina        | Malta          | Rosja          | Serbia         | Australia      | Włochy         |                |                |                |                |
| Cypr               | 45           | 40                   |                | 2              |                | 1              |                |                | 2              |                    |                |                |                |                |                |                |                |                |                |                |                |                |
| Polska             | 138          | 61                   | 1              |                | 10             | 6              | 4              | 5              | 12             | 7                  | 2              | 8              | 3              | 6              | 5              | 1              | 6              | 1              |                |                |                |                |
| Holandia           | 156          | 112                  | 5              | 4              |                | 10             | 6              |                |                |                    | 1              |                | 4              |                | 4              | 5              |                | 5              |                |                |                |                |
| Armenia            | 148          | 56                   | 12             | 10             |                |                | 8              | 8              |                | 2                  | 10             | 10             | 10             | 7              | 10             | 2              | 3              |                |                |                |                |                |
| Białoruś           | 149          | 69                   | 6              | 5              | 2              | 7              |                | 10             | 1              | 5                  | 5              | 5              | 2              | 12             | 8              | 4              | 8              |                |                |                |                |                |
| Portugalia         | 54           | 45                   |                |                |                | 2              |                |                |                |                    | 4              |                |                |                |                |                |                | 3              |                |                |                |                |
| Irlandia           | 54           | 42                   |                |                |                |                |                | 3              |                |                    |                | 3              | 1              |                | 1              |                |                | 4              |                |                |                |                |
| Macedonia Północna | 69           | 41                   |                | 1              | 3              | 3              | 1              | 1              | 4              |                    |                | 6              |                | 5              |                | 3              | 1              |                |                |                |                |                |
| Gruzja             | 185          | 42                   | 3              | 12             | 7              | 12             | 12             | 7              | 10             | 10                 |                | 12             | 12             | 10             | 12             | 8              | 10             | 6              |                |                |                |                |
| Albania            | 67           | 35                   | 8              |                |                |                |                |                | 7              | 3                  |                |                |                |                | 2              |                | 4              | 8              |                |                |                |                |
| Ukraina            | 147          | 67                   | 7              | 6              | 5              | 8              | 5              | 4              | 3              | 6                  | 8              | 2              |                | 4              | 3              | 12             | 7              |                |                |                |                |                |
| Malta              | 107          | 81                   |                |                | 6              |                | 2              |                |                | 1                  |                |                |                |                |                |                | 5              | 12             |                |                |                |                |
| Rosja              | 188          | 66                   | 10             | 8              | 8              | 4              | 10             | 12             | 5              | 12                 | 12             | 7              | 5              | 8              |                | 7              | 12             | 2              |                |                |                |                |
| Serbia             | 92           | 44                   |                | 3              | 4              |                |                | 2              | 6              | 8                  | 3              | 4              | 7              | 2              |                |                | 2              | 7              |                |                |                |                |
| Australia          | 172          | 79                   | 2              | 7              | 12             | 5              | 7              | 6              | 8              | 4                  | 7              | 1              | 8              | 3              | 7              | 6              |                | 10             |                |                |                |                |
| Włochy             | 86           | 49                   | 4              |                | 1              |                | 3              |                |                |                    | 6              |                | 6              | 1              | 6              | 10             |                |                |                |                |                |                |

## Sekretarze, nadawcy publiczni i komentatorzy

### Sekretarze
Poniższy spis uwzględnia nazwiska sekretarzy ogłaszających wyniki głosowania jurorów w poszczególnych krajach z uwzględnieniem kolejności prezentowania głosów w finale.

- Cypr – Maria Christophorou[56]
- Polska – Dominika Ptak
- Holandia – Thijs Schlimback[57]
- Armenia – Lilit
- Białoruś – Saba Karazanashvili[58]
- Portugalia – Dutarte Valença
- Irlandia – Walter McCabe
- Macedonia – Kjara Blažev[59]
- Gruzja – Lizi Tavberidze
(reprezentantka Gruzji w konkursie w 2015 z zespołem Virus)[60]
- Albania – Sabjana Rizvanu[61]
- Ukraina – Sofia Rol
(reprezentantka Ukrainy w konkursie w 2016)[62]
- Malta – Mariam Anghuladze[63]
- Rosja – Tonia Volodina
- Serbia – Mina Grujić
- Australia – Liam Clarke
- Włochy – Sofia Bartoli[64]

### Komentatorzy
Poniższy spis uwzględnia nazwiska komentatorów poszczególnych nadawców publicznych transmitujących koncert finałowy.

- Albania – Andri Xhahu (RTSH)
- Armenia – Gohar Gasparian (H1)
- Australia – Grace Koh, Pip Rasmussen i Tim Mathews (ABC Me)[65]
- Białoruś – Evgeny Perlin (Biełaruś-1, Biełaruś-24)
- Cypr – Kyriacos Pastides (RIK 2, RIK Sat)
- Gruzja – Demetre Ergemlidze (1TV)
- Holandia – Jan Smit (NPO Zapp)
- Irlandia – Eoghan McDermott (TG4)
- Macedonia – Eli Tanaskowska (MRT 1)
- Malta – brak komentatora (TVM)
- Polska – Artur Orzech (TVP2)[66]
- Portugalia – Hélder Reis i Nuno Galopim (RTP1, RTP Internacional i RTP África)[67]
- Rosja – Lipa Teterich (Karusel)
- Serbia – Olga Kapor i Tamara Petković (RTS2 i RTS Satelit)[68]
- Ukraina – Timur Mirosznyczenko (UA:Perszyj)[69]
- Włochy – Laura Carusino i Mario Acampa (Rai Gulp)[70]